# アカデミーク・セルゲイ・コロリョフ
アカデミーク・セルゲイ・コロリョフ（ロシア語: Академик Сергей Королёв、ラテン文字表記：Akademik Sergey Korolev）はソビエト連邦（ソ連）の衛星追跡船。ソ連での公称船種は調査船で、計画名は1908計画「カノープス」（ロシア語: Канопус、ラテン文字表記：Kanopus、ロシア語で「カノープス」の意味）。船名は、初期のソビエト連邦の宇宙開発でR-7などの宇宙ロケットの開発に携わり、社会主義労働英雄を2回、レーニン勲章を3回授与されたエンジニアで、1966年に死去したセルゲイ・コロリョフに因む。なお、「アカデミーク（ロシア語: Академик、ラテン文字表記：Akademik）」はロシア語で「科学者」の意味である。

## 建造
宇宙ロケットの打ち上げや人工衛星、宇宙船の管制、制御、通信のためには、これらの軌道に合わせて複数の通信設備が必要である。 しかし、海外領土が無く比較的高緯度にあるソ連は、ソ連上空以外での追跡や通信に著しい制限を受けた。こうした通信設備を搭載して大西洋での管制、制御、通信を行う船舶として、「コスモノート・ウラジーミル・コマロフ」が配備されたが、これは既存の貨物船からの改装で、1隻しかなかった。そこで専用の設計で建造され、大気上層と宇宙の観測も行う船と、必要に応じて地上の管制機能を引き継ぐことができる、より大形の衛星追跡船（後の「コスモノート・ユーリイ・ガガーリン」）が求められた。
1968年9月、1908計画はソビエト連邦国防省からチェルノモルスク=ドロプエクト中央設計局に発注された。設計は、S.M.コズロフ局長を主務者に、ユーリ・テオドロヴィッチ・ケメネツスキーを中心に行われた。建造はニコラエフ（現・ムィコラーイウ）の黒海造船所で行われ、「アカデミーク・セルゲイ・コロリョフ」は1970年12月26日に完成した。

## 設計
ソ連の衛星追跡船のうち、「アカデミーク・セルゲイ・コロリョフ」のみが他の船舶からの改装や設計の流用を行わず、一から専用の設計で建造された。

### 船体
船体は船首楼と船尾楼を有し、デッキは上デッキとボートデッキ、主デッキなど4層に分けられていた。1,200室の船室と79の研究室は3層のデッキに分散されていた。これらのデッキは、梯子と5基の貨物用エレベーターで移動できた。船首楼には船橋と通信室、乗組員と技術者の居住区、船尾楼には送受信施設と乗組員の居住区があった。喫水下は水密壁で14の区画に分けられていた。「アカデミーク・セルゲイ・コロリョフ」は、指令を大気圏外に送信する際に、衛星測位システムと±3°の水平を維持できるジャイロスタビライザー、それらに接続した電子計算機による自動制御が可能だった。この自動制御により、最大で風速20m/s、シーステート7の荒天下でも測定できるようになっていた。さらに、通信中の船体の安定と位置を保つために、船体には船首に1基、船尾に2基のサイドスラスターに装備しており、3ノットの速力で移動できた。
電力は、船体後部にある7基の100KWディーゼル発電機が供給した。実験室と居住区、共用区画にはエアコンが設置され、零下30℃から摂氏35℃の外気温でも、船内の気温を一定に維持することができた。
最大120日間の長期航行を可能にするために、モーター燃料3,600トン、ディーゼル燃料1,700トン、潤滑油117トン、ボイラー水147トン、飲料水917トン、清水483トンを搭載し、さらに1日当たり20トンの精製能力を有する海水淡水化プラントを装備した。さらに、ラウンジや図書室、体育館、屋外と屋内に各1面あるプール、64人収容と156人収容の食堂があるほか、手術室を有し、X線撮影や理学療法、歯科治療が可能な高度な医療設備を有し、3人の船医と1人の医療助手が常駐した。

### 通信設備
船橋左右の「クワッド・リング」アンテナや船体中央部のVチューブ短波アンテナをはじめ、中波や極超短波などの通信アンテナを合計50基搭載した。
人工衛星や宇宙船の通信、制御は極超短波で行われ、船体前方の直径12mのパラボラアンテナと、船橋上のレドームに覆われた直径2.1mのパラボラアンテナが用いられた。通信と制御は、別々の通信室が上構後部に設けられた。地上の管制室との通信は、船体後方の直径12mのパラボラアンテナとモルニヤ衛星を介して行われた。3基のパラボラアンテナは3軸方向のスタビライザーを有し、手動で稼働できるほかプログラムによる自動制御や追跡も可能だった。
人工衛星や宇宙船の軌道や測定などの情報は2台の電子計算機で操作されたほか、船内の共通管制室で一元管理された。ここでは、測定や指揮、通信の情報の表示し、研究室の個々のシステムを監視したり、船内電話やインターホンの操作を行った。また、計測機器や短波送信機は液体窒素による冷却装置を備えた。

## 運用

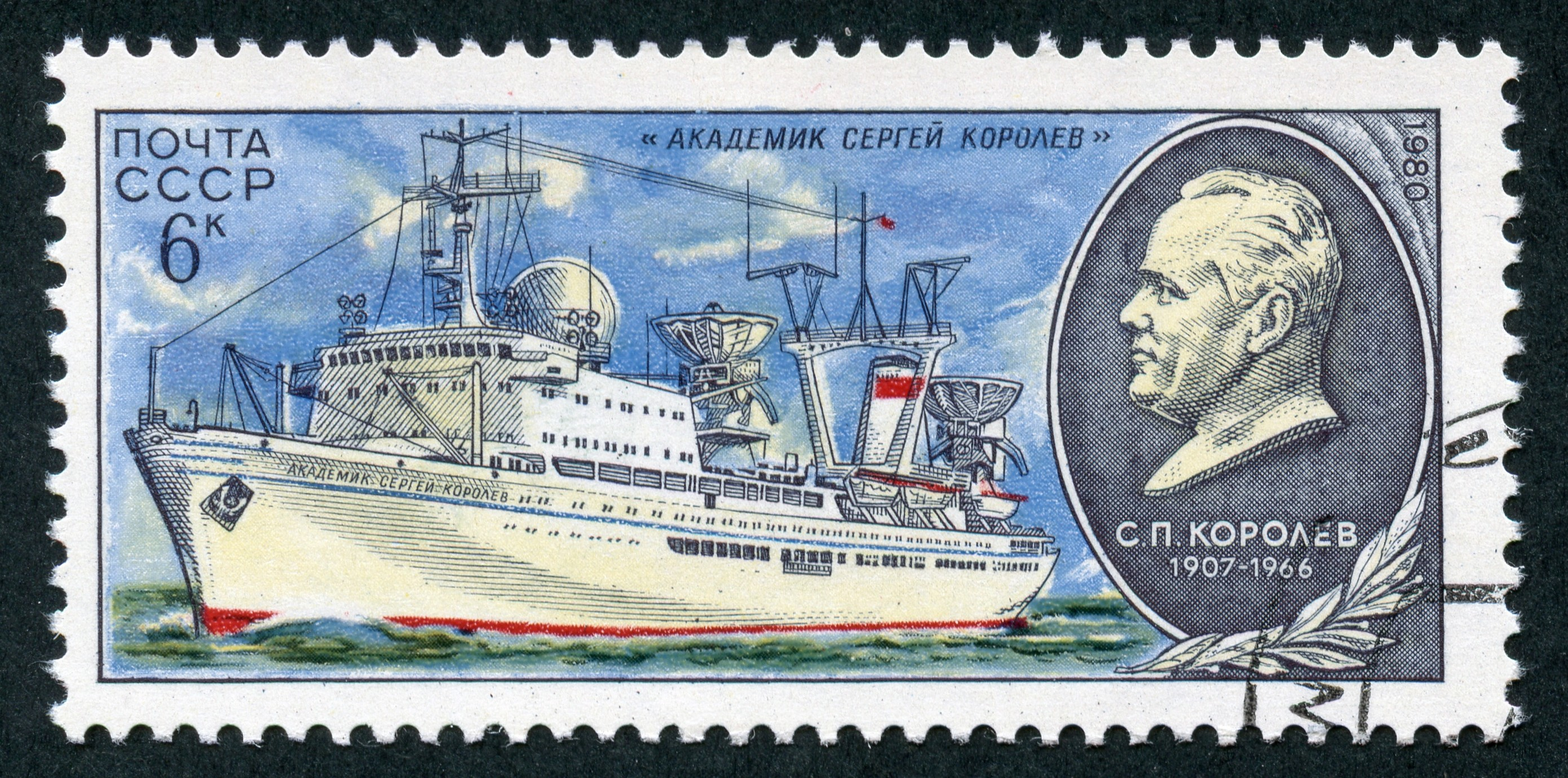
「アカデミーク・セルゲイ・コロリョフ」を描いた6コペイカ切手（1980年）

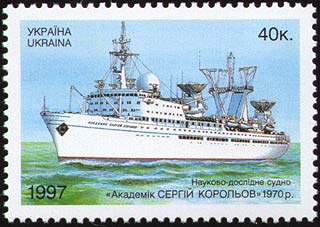
「アカデミーク・セルゲイ・コロリョフ」を描いた40コピーカ切手（1997年）。セルゲイ・コロリョフが現在のウクライナ領出身で、何より「アカデミーク・セルゲイ・コロリョフ」がウクライナ船籍だったことから、ソ連崩壊後にも切手の題材となった。

「アカデミーク・セルゲイ・コロリョフ」をはじめ、「コスモノート・ウラジミール・コマロフ」や「コスモノート・ユーリイ・ガガーリン」といったソ連の衛星追跡船は、ソ連科学アカデミー（現・ロシア科学アカデミー）の海洋探査研究局宇宙研究サービスに属し、実際の運航は黒海船舶公社が行った。1971年3月18日、「アカデミーク・セルゲイ・コロリョフ」は最初の長距離航海に出発した。以降、1990年までに11ヶ月から1年に及ぶ長期間の航海を22回行った。総航行期間は延べ10年、航行距離は約50万マイルに及んだ。 主な任務として、宇宙ステーション「サリュート」や「ミール」と有人宇宙船ソユーズ、プログレス補給船のドッキングや軌道飛行、着陸の支援、ベネラ計画やマルス計画の着陸船との通信、1988年7月7日と12日に打ち上げられたフォボス1号とフォボス2号のロケットブースター段階の起動制御（「コスモノート・ゲオルグ・ドブロドブスキー」と「ケドストロフ」と共同）が挙げられる。
1991年4月19日から10月28日までの最後の航海の後に、ソ連崩壊によって「アカデミーク・セルゲイ・コロリョフ」と「コスモノート・ユーリイ・ガガーリン」はオデッサを定係港としていたため、ロシア連邦とウクライナの間で帰属問題が生じた。2隻はバルト海船舶公社への移管が試みられたが、結局ウクライナ船籍となり、ウクライナ国防省に引き継がれた。しかしウクライナは衛星追跡船を必要とせず、「アカデミーク・セルゲイ・コロリョフ」は係留されたまま放置された。1996年、「アカデミーク・セルゲイ・コロリョフ」は除籍され、「オロール（Orol）」と改名された上でスクラップとして売却された。同年秋、「オロール」はインドのグジャラート州アランに到着し、同地で解体された。